# Мірак
Мірак (вірм. Միրաք) — село в марзі Арагацотн, на північному заході Вірменії. Село розташоване за 6 км на північ від міста Апарана та за 3 км на південний захід від села Мелікгюх. Сільська церква V століття в руїнах.